# Friedrich Gallenkamp
Friedrich Conrad Wilhelm Gallenkamp (* 23. September 1818 in Lippstadt; † 1. April 1890 in Berlin) war Reichsgerichtsrat und Richter am Reichsoberhandelsgericht.

## Leben
Gallenkamp war Absolvent des Essener Preußisch-Königlichen Gymnasiums. Er studierte Rechtswissenschaften in Bonn und wurde 1836 Mitglied des Corps Saxonia Bonn. Seine Vereidigung auf den preußischen Landesherrn erfolgte 1838. 1842 wurde er Oberlandesgerichtsassessor. 1845 tauschte er seine Stelle in Paderborn gegen eine in Arnstadt ein. 1850 ernannte man ihn zum Kreisrichter in Hamm und er wurde dann als Hilfsrichter an den Justizsenat in Ehrenbreitenstein abgestellt. 1854 oder 1857 wurde er Appellationsgerichtsrat in Koblenz. 1867 wurde er Rat beim Oberappellationsgericht in Berlin. 1870 kam er zum Reichsoberhandelsgericht. 1872 wurde ihm die Ehrendoktorwürde der Universität Leipzig verliehen. 1879 trat er in den II. Zivilsenat des Reichsgerichts über. Ein Jahr später wechselte er in den I. Senat. Zum Neujahrstag 1889 trat er in den Ruhestand. Der Jurist Hugo Gallenkamp war sein Sohn.

## Schriften
- Bemerkungen über die Stellung des Gerichts-Arztes zu der gerichtlichen Untersuchung, Vierteljahrsschrift für gerichtliche Medizin und öffentliches Sanitätswesen, Band 15 (1859), S. 325. (Digitalisat).